# Rond-point Dupont
Pour la station de métro, voir Dupont Circle (métro de Washington).
Le rond-point Dupont (en anglais Dupont Circle) est un  grand rond-point constitué d'une place avec un jardin public agrémenté d'une fontaine en son centre, situé dans un quartier historique de Washington, D.C.. Il a été conçu en 1871 dans la partie nord-ouest de la ville et renommé en 1882 en hommage à Samuel Francis Du Pont.

## Historique
En 1882, à l'initiative du Congrès, le carrefour Pacific Circle est renommé Dupont Circle et une sculpture en bronze du contre-amiral Samuel Francis Du Pont, membre de la famille du Pont de Nemours, est inaugurée le 20 décembre 1884. La statue est déplacée et remplacée en 1920 par une fontaine conçue par Daniel Chester French.

## Situation
La place est desservie par la ligne rouge du métro de Washington, à la station Dupont Circle.